# Luca Mazzitelli
Luca Mazzitelli, né le 15 novembre 1995, est un footballeur italien qui joue comme milieu de terrain au Cagliari Calcio en prêt du Côme 1907.

## Biographie

### Carrière en club
Mazzitelli est issu de l'académie de l'AS Roma. Il réalise ses débuts en Serie A le 18 mai 2014, lors d'une défaite 1-0 à l'extérieur contre Gênes. 
Le 10 juillet 2015, Mazzitelli est prêté à Brescia, à la recherche de plus de temps de jeu. L'expérience de Mazzitelli avec Brescia s'avère réussie car il devient le premier choix au milieu de terrain dès le début de la saison. Il est ensuite l'auteur de prestations remarquables sur le terrain, attirant l'attention de plusieurs clubs de première division,. Le 1er février 2016, Sassuolo confirme la signature définitive de Mazzitelli pour 3,5 millions d'euros ; le joueur restant cependant en prêt à Brescia jusqu'au 30 juin 2016.   
Le 6 juillet 2018, Mazzitelli signe avec Gênes jusqu'au 30 juin 2019, un prêt avec obligation d'achat. 
Le 15 janvier 2020, il rejoint le club de Serie B du Virtus Entella, en prêt jusqu'à la fin de la saison 2019-2020. Si certaines conditions sont remplies, Entella sera obligé d'acheter ses droits à l'issue du prêt.

### Carrière internationale
Avec les moins de 20 ans, il délivre deux passes décisives lors de l'année 2015, contre la Pologne et la Suisse.
Le 24 mars 2016, Mazzitelli fait ses débuts avec l'équipe d'Italie espoirs, lors d'un match des éliminatoires de l'Euro espoirs 2017 contre la république d'Irlande (victoire 1-4). Cinq jours plus tard, il délivre sa première passe décisive avec les espoirs, face à Andorre (victoire 0-1).